# Holy Land Experience
The Holy Land Experience (HLE) és un parc temàtic sobre la Biblia situat a Orlando, Florida i registrat com una organització sense ànim de lucre. El parc ofereix serveis d'eucaristia de forma setmanal i ofereix al públic en general estudis sobre la bíblia.

## Història
The Holy Land Experience (HLE) és un parc temàtic sobre la Biblia situat a Orlando, Florida i registrat com una organització sense ànim de lucre. El parc ofereix serveis d'eucaristia de forma setmanal i ofereix al públic en general estudis sobre la bíblia. El parc recrea l'arquitectura i la temàtica de l'antiga ciutat de Jerusalem dins segle I a Judea. La propietat del parc recau en mans de Trinity Broadcasting Network.
Marvin Rosenthal, un ministre cristià d'origen rus i de credojueu, va adquirir els terrenys l'any 1989. El parc va obrir el febrer 2001. La seva inauguració no fou absenta de polèmica, ja que l a Lliga de Defensa jueva va protestar per la seva existència, ja que asseguraven que l'objectiu del parc era convertir al cristianisme a membres del judaisme.
El 17 d'agost de 2002, el parc va obrir el Holy Land Experience Scriptorium, un museu d'articles relacionats amb la Bíblia de la col·lecció Van Kampen. La col·lecció és la quarta més gran de la seva categoria.
El juny 2007, la Junta directiva Holy Land Experience va vendre els seus drets a la Trinity Broadcasting Network (TBN), per un cost de 37 milions de dòlars. Inicialment, TBN planejava  actualitzar el parc i utilitzar la propietat per construir un centre de retransmissió de senyal de TV i estudis de cinema de pel·lícules de temàtica cristiana.

### Missió
El 21 d'agost de 2007, però, Tom Powell que s'havia fet càrrec del projecte, dimiteix i quatre persones es fan càrrec del parc: Paul Crouch Sr., Jan Crouch, Paul Crouch Jr., i Matthew Crouch. La seva política d'austeritat va suposar que entre 50 i 100 treballadors perderen les seves feines .
El nou equip directiu va apostar per fer créixer el parc i es va iniciar la construcció de noves zones, exposicions, restaurants, i teatres on es representen produccions musicals i teatrals en directe. El parc també ha introduït estudis de bíblia de forma setmanal, serveis d'eucaristia i show cookings. The Smile of a Child Adventure Land fou una nova zona del parc construïda sota la nova junta, on es pretenia realitzar atraccions destinades als nens.
Els estatuts del parc el defineixen com un "non-denominational Christian living biblical museum and church" (Museu viu cristià i església). Els serveis d'eucaristia i els estudis de bíblia són conduïts per pastors ordenats i s'ofereixen estudis bíblics realitzats per persones especialitzades. El parc està registart com una empresa sense ànim de lucre, el que ha comportat protestes per part d'alguns sectors.
L'any 2012, s'inaugura l'Església de Totes les nacions, amb capacitat per a 2000 persones. en ella si representen escenes de la Bíblia i de la Passió com la Crucifixió o l'ascensió de Jesús al cel.